# جینا هسپل
جینا شری هَسْپِل (به انگلیسی: Gina Cheri Haspel) (با نام خانوادگی قبلی واکِر) (زاده ۱ اکتبر ۱۹۵۶) افسر اطلاعاتی ایالات متحده آمریکا است. او در ۱۳ مارس ۲۰۱۸ از سوی دونالد ترامپ به عنوان رئیس آژانس اطلاعات مرکزی (سیا) معرفی شد. جینا هسپل اولین زنی بود که به طور رسمی مسئولیت این سازمان اطلاعاتی را بر عهده گرفت.

## سوابق
جینا هسپل یکی از باسابقه‌ترین افسران آژانس اطلاعات مرکزی (سیا) است که بیش از ۳۰ سال سابقه کار اطلاعاتی دارد. او در سال ۱۹۸۵ (میلادی) به آژانس اطلاعات مرکزی (سیا) پیوست. سوابق اداری جینا هسپل در سازمان آژانس اطلاعات مرکزی (سیا) بیانگر آن است که هسپل تجربه گسترده‌ای در زمینه جاسوسی بین‌المللی دارد و بارها مدیریت پروژه‌های گوناگون برون‌مرزی را برعهده داشته‌است.
او همچنین در دفتر مرکزی سازمان آژانس اطلاعات مرکزی (سیا) در واشینگتن، دی.سی. به عنوان قائم مقام آژانس اطلاعات مرکزی (سیا) فعالیت می‌کرده‌است. همچنین، او بر اداره امور مخفی ملی نیز که زیرمجموعه ای از سازمان سیا است مدیریت داشته‌است.

## دوران حضور در سیا
جینا هسپل یکی از طراحان شیوه‌های خشن شکنجه در بازجویی از مظنونان به تروریسم در آژانس اطلاعات مرکزی (سیا) است. در سال ۲۰۰۲ (میلادی) این سازمان تحت نظر او یک زندان مخفی در تایلند دایر کرده بود. در این زندان از گونه‌های مختلف شکنجه مانند ایجاد حس خفگی یا کوبیدن سر به دیوار استفاده می‌شد.
از جمله شکنجه شدگان در این زندان، دو مظنون به عضویت در گروه القاعده به نام‌های «ابوزبیده» و «عبدالرحیم النشیری» بودند. سر ابوالزبیده بارها به دیوار کوبانده شده و در طول یک ماه ۸۳ بار در شرایط غرق مصنوعی قرار داده شده بود. بازرسان آژانس اطلاعات مرکزی (سیا) در پایان به این نتیجه رسیده بودند که الزبیده «اطلاعات خاصی» برای فاش کردن ندارد. بنابر گزارش روزنامه نیویورک تایمز جینا هسپل در آن هنگام دستور نابودی نوارهای ضبط شده این بازجویی‌ها در آن بازداشتگاه مخفی آژانس اطلاعات مرکزی (سیا) در تایلند را صادر کرده بود.

## ریاست سیا
در فوریه ۲۰۱۷ (میلادی) دونالد ترامپ رئیس‌جمهور ایالات متحده آمریکا او را به عنوان قائم‌مقام رئیس آژانس اطلاعات مرکزی (سیا) منصوب کرد. در ۱۳ مارس ۲۰۱۸ (میلادی) دونالد ترامپ او را به عنوان جانشین مایک پومپئو برای ریاست جدید سازمان اطلاعات مرکزی (سیا) معرفی کرد. در ۱۸ مه ۲۰۱۸، جینا هسپل با شش رأی سناتور دموکرات توانست رأی تأیید سنا را بدست آورد و نخستین زن رئیس سازمان آژانس اطلاعات مرکزی (سیا) شد. مسئولیت او از ۳۱ مه ۲۰۱۸ آغاز شد.

## درخواست دادرسی
در سال ۲۰۱۴ (میلادی) مرکز اروپایی حقوق قانونی و بشر (ECCHR) در برلین از دادستانی کل آلمان در کارلسروهه خواست تا در صورت سفر هسپل به اروپا حکم جلب فوری او صادر شود. بررسی این پرونده از سوی دادستانی فدرال در جریان است. اما هنوز رسماً تحقیقات در این زمینه آغاز نشده‌اند.
به دنبال نامزدی جینا هسپل به ریاست آژانس اطلاعات مرکزی (سیا)، وکلای حقوق بشر چون کریستوفر اندرز، معاون دفتر واشینگتن، دی.سی. اتحادیه آزادی‌های شهروندی آمریکا این انتخاب را «بسیار نگران‌کننده» دانستند.

## جایزه‌ها
جینا هسپل همچنین از جرج اچ دابلیو بوش، رئیس‌جمهور پیشین آمریکا مدال افتخار به علت فعالیت‌هایش در کارهای ضدتروریسم دریافت کرده‌است. این مدال بالاترین جایزه است که کاخ‌سفید به کارمندان دولت به علت خدمات‌شان اهدا می‌کند.